# چرخه ماری مدیچی

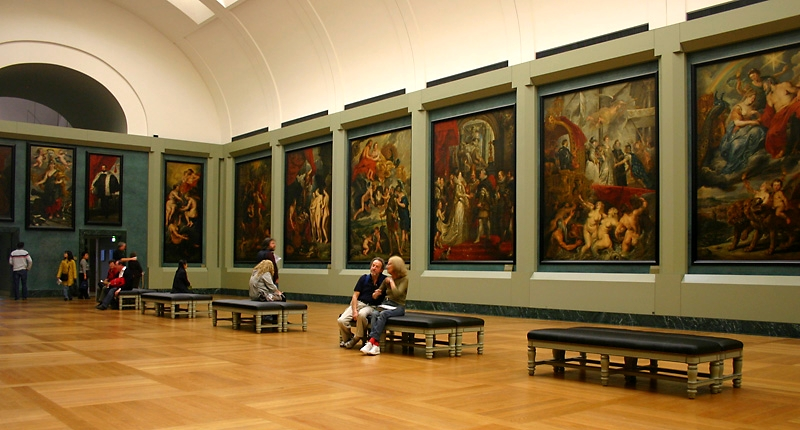
چرخه ماری مدیچی در بال ریشولیو در لوور.

چرخه ماری مدیچی (انگلیسی: Marie de' Medici cycle) متشکل از بیست‌وچهار نقاشی از پیتر پل روبنس و به سفارش ماری مدیچی، بیوه هانری چهارم فرانسه برای نمایش در کاخ لوکزامبورگ در پاریس است. روبنس سفارش این کار را در پاییز ۱۶۲۱ دریافت کرد. پس از مذاکره بر سر شرایط قرارداد در اوایل ۱۶۲۲، پروژه می‌بایست در عرض دو سال تمام شده و برای ازدواج دختر ماری، هنریتا ماریای فرانسه آماده می‌شد. بیست‌ویک تابلو از این مجموعه، کشمکش‌ها و موفقیت‌های ماری را در زندگی شخصی‌اش به نمایش می‌گذاشت. سه تابلوی باقی‌مانده پرتره‌هایی از او و پدرومادرش هستند. این نقاشی‌ها هم‌اکنون در موزه لوور پاریس در معرض دید عموم است.